# Le petit baigneur
Le petit baigneur is een Franse, Italiaanse comedyfilm uit 1968, geregisseerd en geschreven door Robert Dhéry, met in de hoofdrollen Louis de Funès en Andréa Parisy.

## Verhaal
Louis-Philippe Fourchaume (Louis de Funès) is de tirannieke CEO van een Frans bedrijf dat luxe zeiljachten maakt. Louis-Philippe heeft zopas een van de ontwerpers uit het bedrijf, André Castagnier, ontslagen. Net op dat moment komt hij erachter dat hij, enkel met de hulp van André, een groot contract met een Italiaanse magnaat kan binnenhalen. Louis-Philippe probeert André terug te halen, maar deze wil niet zomaar terugkomen...

## Cast
| Acteur          | Personage                 |
| --------------- | ------------------------- |
| Louis de Funès  | Louis-Philippe Fourchaume |
| Andréa Parisy   | Marie-Béatrice Fourchaume |
| Franco Fabrizi  | Marcello Cacciaperotti    |
| Robert Dhéry    | André Castagnier          |
| Colette Brosset | Charlotte Castagnier      |
| Jacques Legras  | Henri Castagnier          |
| Michel Galabru  | Scipion                   |
| Pierre Tornade  | Jean-Baptiste Castagnier  |
| Henri Génès     | Joseph                    |
| Roger Caccia    | Rémi Vigoret              |
| Pierre Dac      | Minister                  |
| Robert Rollis   | Zeiler                    |